# Nguyễn Tấn Phát
Nguyễn Tấn Phát (sinh 1944) là khóa X. Ông thuộc đoàn đại biểu Thành phố Hồ Chí Minh.
Tên thường gọi: Nguyễn Tấn Phát
Ngày sinh: 19/4/1944
Giới tính: Nam
Dân tộc: Kinh
Tôn giáo: Không
Quê quán: Xã Vĩnh Kim, huyện Châu Thành, Tiền Giang
Nghề nghiệp, chức vụ: Nhà giáo, nhà văn, Uỷ viên BCHTW Đảng khóa VIII, khóa IX, Thành uỷ viên, Giám đốc Đại học Quốc gia TP Hồ Chí Minh, Thứ trưởng thường trực Bộ GD và ĐT, Uỷ viên Uỷ ban Văn hoá, Giáo dục, Thanh niên, Thiếu niên và Nhi đồng của Quốc hội
Nơi làm việc: Bộ GD và ĐTT và Đại học Quốc gia TP Hồ Chí Minh
Nơi ứng cử: TP Hồ Chí Minh
Đại biểu Quốc hội khoá: IX, khóa X.
Đại biểu chuyên trách: Không
Đại biểu Hội đồng nhân dân: Không